# NGC 1165
NGC 1165 è una vasta galassia a spirale barrata (circondata da un anello?) situata nella costellazione della Fornace, a una distanza di circa 230 milioni di anni luce dalla nostra Via Lattea.

## Scoperta
La galassia è stata scoperta il 19 ottobre 1835 dall'astronomo britannico John Herschel.

## Descrizione
NGC 1165 presenta una larga riga a 21 cm dell'idrogeno neutro.